# Альберт Бюхе
Альберт Бюхе (нім. Albert Büche) — швейцарський футболіст, що грав на позиції нападника за клуб «Нордштерн» (Базель), а також національну збірну Швейцарії.

## Клубна кар'єра
У футболі дебютував виступами за команду «Нордштерн» (Базель), кольори якої і захищав протягом усієї своєї кар'єри гравця. 

## Виступи за збірну
1931 року дебютував в офіційних матчах у складі національної збірної Швейцарії. Протягом кар'єри у національній команді, яка тривала 1 рік, провів у її формі 5 матчів, забивши 2 голи.
Був присутній в заявці збірної на чемпіонаті світу 1934 року в Італії, але на поле не виходив.